# Jane C. Goodale
Jane Carter Goodale (* 1926 in Boston; † 2008 in Bedford) war eine US-amerikanische Anthropologin und Professorin am Bryn Mawr College. Goodale forschte zur Rolle der Frauen Ozeaniens und Australiens.

## Leben
Jane Carter Goodale wurde 1926 in Boston als Tochter des Physikers Robert Lincoln Goodale und dessen Ehefrau Susan Bainbridge Sturgis geboren. Goodale wuchs in einem intellektuellen Umfeld auf, das ihre Interessen stark förderte. Früh interessierte sie sich für Genealogie und machte sich auf die Spurensuche nach den Wurzeln ihrer eigenen Familie, die sie bis in die frühen 1630er-Jahre in Neuengland zurückverfolgen konnte. Immer wieder betonte sie in ihrem Leben die Rolle ihrer Vorfahren für ihre eigene Geschichte. Wie etwa die von ihrem Onkel Eddie Goodale, der mit Admiral Byrd, dem amerikanischen Marine-Offizier, Entdecker und Piloten, zum Südpol reiste oder die ihrer Verwandten Lucy Goodale Thurston, einer Missionarin, die in den 1880ern nach Hawaii reiste.
Goodale schloss 1944 trotz Dyslexie die Mädchenschule Oldfields School ab. Sie begann ein Studium am Radcliffe College der Harvard University und wollte eigentlich Medizin oder Geographie studieren. Durch den späteren Harvard-Anthropologen Carleton S. Coon ermutigt, schrieb sie sich im zweiten Jahr dann aber in Anthropologie ein. Mit Robert Dyson gründete sie gemeinsam den Harvard-Radcliffe Anthropology Club und war dessen erste Präsidentin. 1948 erhielt Goodale einen B.A., 1951 den Master-Abschluss.
Anschließend promovierte sie an der University of Pennsylvania. Schon als Doktorandin an der University of Pennsylvania wurde sie Herausgeberin des Mitteilungsblattes der Philadelphia Anthropological Society und war später Mitbegründerin und erste Präsidentin der Association for Social Anthropology in Oceania (ASAO). Sie arbeitete während ihrer Promotion als Assistentin von Anthropologie-Professor Carleton S. Coon. Als Coon eine Einladung von Charles Mountford  zu einer Expedition nach Melville Island absagen musste, sprang Goodale ein. 1954 forschte sie zehn Monate in Australien. Nach ihrer Rückkehr arbeitete sie am Universitätsmuseum und erhielt ihren Doktortitel schließlich 1959.
Ab 1959 arbeitete sie als Teilzeitkraft am Bryn Mawr College, wurde 1975 ordentliche Professorin für Anthropologie und blieb bis zu ihrer Emeritierung im Jahr 1995. Außerdem arbeitete sie von 1961 bis 1982 in der Ozeanien-Abteilung des Museums der University of Pennsylvania. Sie lehrte auch an der University of Pennsylvania and am Barnard College der Columbia University in New York City.
Goodale untersuchte in den folgenden Jahren vor allem die Rolle der Frauen bei den indigenen Völkern Ozeaniens und Australiens. Ihr bedeutendstes Buch wurde „Tiwi Wives“ über die Frauen des Aborigines-Stammes der Tiwi auf Bathurst Island und Melville Island. Goodale untersuchte vor allem die Rituale im Leben der Frauen. Dabei beschrieb sie insbesondere die Hochzeitsrituale und die Traditionen nach dem Tod. Auch To Sing with Pigs is Human: The Concept of Person in Papua New Guinea wurde zu einem bedeutenden Werk. Darin untersuchte Goodale Stämme der Baining und zog daraus allgemeine Schlüsse für die Entwicklung der Identität eines Menschen. Jedes Ereignis, jede Beziehung und jede Handlung ist in den Augen der Baining wichtig für die Entwicklung eines Menschen; Goodale wollte erforschen, was ein Individuum ausmacht. Die Baining sind überzeugt, dass der Mensch eine kontinuierliche Entwicklung vom Nichtmenschlichen zu einem Stadium des Menschlichen entwickele. Um dorthin zu gelangen, müsse ein Individuum Wissen sammeln. Goodale untersuchte dieses System anhand der Rituale wie Gesänge und Tänze. In The Two Party Line, Conversations in the Field beschreibt Goodale mit Ann Chowning Methoden der Ethnographie. 
Goodale starb am 5. November 2008 an den Folgen einer Pulmonalen Hypertonie in einem Altersheim in Bedford im US-Bundesstaat Massachusetts, wo eine ihrer beiden Schwestern lebte. Noch im Hospiz arbeitete sie mit Hilfe ihres Assistenten an einem Buch über die Genealogie der Tiwi.

## Schriften (Auswahl)
- The story of man. University of Pennsylvania. University Museum, Philadelphia, 1953
- mit Edwin M Shook: Melville Island. Guatemala. University of Pennsylvania, University Museum, Philadelphia 1957
- „Alonga bush“, a Tiwi hunt. In: University Museum bulletin. University of Pennsylvania, 1957, Vol. 21, Nr. 3
- The Tiwi women of Melville Island, Australia. Dissertation, University of Pennsylvania, 1959
- Sketches of Tiwi children. In: Expedition. Volume 2, Nr. 4 (Summer 1960), S. 4–13
- Tiwi of north Australia. In: Funeral Customs the World Over, 1963, S. 357–368
- mit Ann Chowning: Blowgun hunters of the South Pacific. National Geographic Society, Washington DC 1966
- mit J. D. Koss: The cultural context of creativity among Tiwi. 1966
- Tiwi Wives. A study of the women of Melville Island, North Australia. University of Washington, Seattle 1971
- To sing with pigs is human: the concept of person in Papua New Guinea. University of Washington Press, Seattle 1995
- mit Ann Chowning: Two-party line : conversations in the field. Rowman & Littlefield, Lanham/London 1996
- mit Geoffrey Gray: Before it’s too late: anthropological reflections, 1950–1970. (=Band 51, Oceania Monographs), University of Sydney, Sydney 2001